# NGC 3437
NGC 3437 (również PGC 32648 lub UGC 5995) – galaktyka spiralna z poprzeczką (SBc), znajdująca się w gwiazdozbiorze Lwa. Odkrył ją William Herschel 12 marca 1784 roku.
W galaktyce tej zaobserwowano supernową SN 2004bm.